# Tequecholapa
Tequecholapa är en ort i Mexiko.   Den ligger i kommunen Naranjal och delstaten Veracruz, i den sydöstra delen av landet, 240 km öster om huvudstaden Mexico City. Tequecholapa ligger 709 meter över havet och antalet invånare är 359.
Terrängen runt Tequecholapa är varierad. Runt Tequecholapa är det ganska tätbefolkat, med 116 invånare per kvadratkilometer. Närmaste större samhälle är Córdoba, 9,5 km norr om Tequecholapa. I omgivningarna runt Tequecholapa växer huvudsakligen savannskog.